# Pachyneuron solitarium
Pachyneuron solitarium is een vliesvleugelig insect uit de familie Pteromalidae. De wetenschappelijke naam is voor het eerst geldig gepubliceerd in 1838 door Hartig.